# Sayonara Player

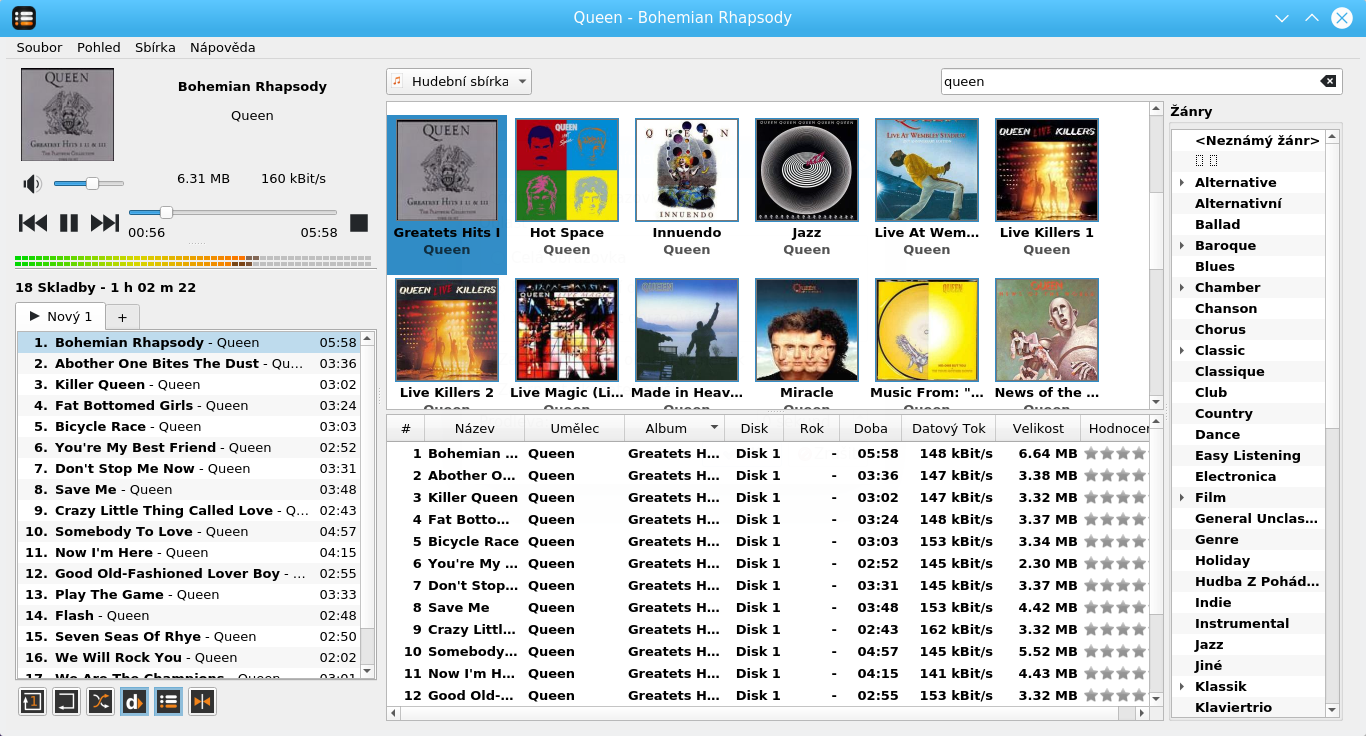
Sayonara Player, Screenshot 2019

Sayonara Player ist ein freier Audioplayer für Linux und BSD. Er ist vom deutschen Entwickler Michael Lugmair entwickelt, in C++ geschrieben und nutzt das Qt-Framework sowie das Multimedia-Framework GStreamer.

## Merkmale

### Installation
Sayonara kann generell unter Linux mit der distributionsspezifischen Paketverwaltung installiert werden. Die Webseite zum Player gibt für einige Linux-Distributionen wie u. a. Ubuntu auch über ein Persönliches Paketarchiv und Fedora.

### Oberfläche
Sayonara besitzt nach der Installation eine grafische Benutzeroberfläche, die hinsichtlich Aufbau und Bedienbarkeit durch zahlreiche Analogien zu den Windows-Playern Winamp und Foobar2000 eine intuitiv bedienbare Alternative für Linux-Systeme darstellt. Das Fenster lässt sich im Wesentlichen unterteilen in den Player selbst – wobei Bedienelemente, Daten zum Track und das Cover zu sehen sind –, die Playlist und die Musiksammlung. Die Darstellung der Musiksammlung ist in Teilen mit der Winamp-Bibliothek vergleichbar, es ist eine tabellarische Ansicht der Interpreten und Alben sowie eine Übersicht mit Cover-Vorschau möglich. Es können im Gegensatz zu einigen anderen Musikplayern mehrere Playlists verwaltet werden.

### Datenbank
Insbesondere große Musiksammlungen, die der Player in einer oder mehreren Datenbanken verwaltet, sollen problemlos verwaltet werden können, womit eines der Ziele des Entwicklers, einen intuitiv und leicht nutzbaren Player zu gestalten, verfolgt wird.
Die Datenbank liest im Test 40.000 FLAC-Dateien schneller ein als Winamp, vernachlässigt dabei allerdings auch über den üblichen Umfang der Standard Tag-Felder hinausreichende Informationen. Die Suchdauer ist bei 40.000 FLAC-Dateien ebenfalls etwas kürzer – Ergebnisse werden wahlweise schnellstmöglich während der Eingabe oder nach einer Bestätigung mit Enter angezeigt.

### Vergleich mit anderen Audioplayern
Im Gegensatz zum Guayadeque Audioplayer, der 2014 eine sehr gute durchschnittliche Nutzerbewertung bei Sourceforge erzielte, wird die Entwicklung aktiv vorangetrieben. Nur wenige Player unterstützen Datenbanken größeren Umfangs in hoher Geschwindigkeit und können mehrere Playlists verwalten (letzteres wird beispielsweise auch von Winamp nicht unterstützt).
Im Gegensatz zu Audacious und Rhythmbox ist die Oberfläche (vor allem die Playlistverwaltung) und Datenbank leichter zu handhaben und ist doch ebenso funktional. Ein dunkler Skin ist inkludiert.
Im direkten Datenbank-Vergleich zu Winamp fällt auf, dass nicht alle Metadaten eingelesen werden und Statistik-Funktionen fehlen, so wird z. B. nicht angezeigt, welche Lieder wie oft abgespielt wurden und wann zuletzt. Es wird allerdings eine dynamische Playlistenerstellung unterstützt, wo Lieder ähnlicher Interpreten oder ähnlichen Musikstils automatisch hinzugefügt werden.
Die Einbindung von Internetdiensten wie Internetstreams sowie die Unterstützung von Scrobbling für Last.fm (das heißt die Übertragung von Song-Informationen an Last.fm über das Internet) zeigen, dass der Audioplayer nicht nur auf die Wiedergabe lokaler Dateien oder die reine Offline-Nutzung beschränkt ist.

## Funktionsumfang
Einige Funktionen des Players sind:
- Musik-Wiedergabe mit Crossfader
- Musik-Datenbank mit Suchfunktion, Cover-Anzeige und Genre-Filter
- Verwaltung mehrerer Datenbanken
- Verwalten mehrerer Playlists
- Last.fm Scrobbling: Automatische Ergänzung der Wiedergabeliste (sog. Smart-Mode, d. h. es werden weitere Lieder automatisch hinzugefügt)
- Zugriff auf Web-Streams und Podcasts
- (automatische) Coveranzeige und Unterstützung für eingebundene Cover
- Metadaten-Editor
- Equalizer
- Frequenzspektrum- und Aussteuerungsanzeige
- Anzeige von Songtexten (abrufbar von verschiedenen Webdiensten)
- Übersetzungen für diverse Sprachen verfügbar

## Vergleiche, Rezensionen und Bewertungen
Von Abhishek Prakash auf It's FOSS wird im Mai 2018 auf Sayonara Player als Alternative zum Winamp hingewiesen: „Es ist auch ein guter Player für diejenigen, die Winamp unter Linux vermissen, weil er dem klassischen Winamp Mediaplayer ähnelt“ („It's also a good player for people who miss Winamp on Linux because it resembles the classic Winamp media player“).
Im April 2019 zog Theis Klußmeier aus Hamburg einen Vergleich zwischen 16 Linux-Audioplayern auf blog.tice.de. Basis ist eine Musiksammlung von über 10.000 Titeln. Der Sayonara Player wird als „durchaus sehenswert“ hervorgehoben und der Player als überzeugend deklariert.
Luke Baker veröffentlichte auf LinuxLinks im September 2019 ein zehnseitiges Review zum Sayonara Player, in welchem u. a. die Funktionen mit Screenshots vorgestellt und zudem eine Kurzanleitung zur Installation bereitgestellt werden. In der Zusammenfassung wird festgehalten: „Der Sayonara Player ist ein Juwel unter den Musikplayern“ („Sayonara Player is a gem of a music player“).